# Beckenbodentraining

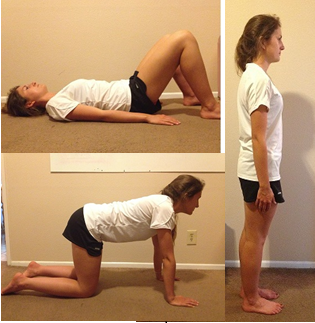
Frau bei Beckenbodenübungen

Das Beckenbodentraining, nach seinem Erfinder Arnold H. Kegel (1894–1981) auch Kegelübung genannt, dient dazu, die Muskulatur des Beckenbodens zu trainieren. Dies ist wie bei jeder anderen Muskelgruppe möglich. Allerdings ist ein gezieltes Training der Beckenbodenmuskulatur ohne fachkundige Anleitung für viele Menschen schwierig, weil es sich dabei um „unsichtbare“, im Körperinneren verborgene Muskeln handelt.

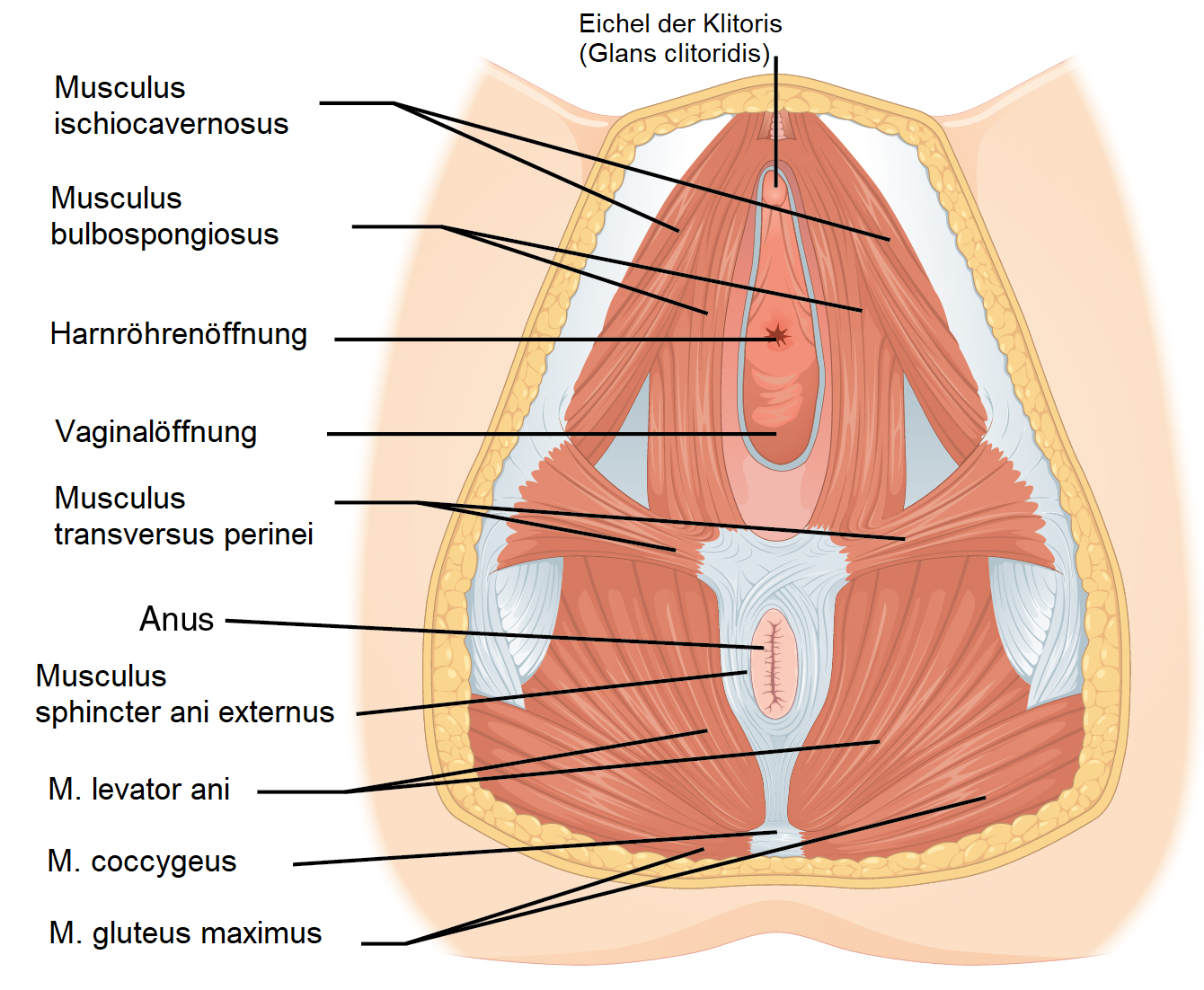
Weiblicher Beckenboden mit den verschiedenen Muskeln und Schließmuskeln. Unter dem Musculus ischiocavernosus liegen die Schwellkörperschenkel der Klitoris, unter dem Musculus bulbospongiosus die Vorhofschwellkörper der Klitoris.

## Anwendungen
Ein nicht oder schlecht trainierter Beckenboden kann zu vielfältigen Problemen führen.
Bei Frauen kann es infolge von Schwangerschaft und Geburt, Übergewicht und Alterung zu Blasen- und Gebärmuttersenkungen kommen, was auch zu Harninkontinenz oder sogar Stuhlinkontinenz führen kann.
Nach der Geburt hilft ein Beckenbodentraining, welches zumeist im Rahmen der Rückbildungsgymnastik durchgeführt wird, den stark beanspruchten und gedehnten Beckenboden zu stärken. Beckenbodentraining wirkt auch vorbeugend. Weiterhin bildet es einen Bestandteil der Behandlung von Vulvodynie und Vaginismus.

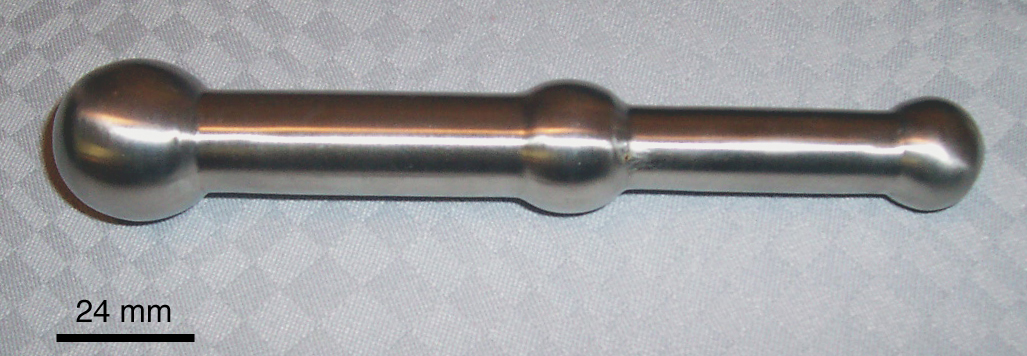
Der Kegelsche Trainer

Männer leiden wegen ihrer anderen Anatomie wesentlich seltener als Frauen unter den Folgen eines schwachen Beckenbodens.
Allerdings gehört ein Beckenbodentraining, speziell des PC-Muskels, zur unerlässlichen Rehabilitation z. B. nach Prostatakrebsoperationen.
Nach einer solchen Operation sind die meisten Männer zunächst harninkontinent. Durch Beckenbodentraining ist bei 90 Prozent der Operierten eine Wiederherstellung oder zumindest deutliche Verbesserung der Kontinenz zu erreichen. Auch zur Behandlung einer Ejaculatio praecox wird das Beckenbodentraining regelmäßig und mit Erfolg eingesetzt.

## Systematik
Die wichtigste Voraussetzung für ein erfolgreiches Beckenbodentraining ist die Fähigkeit, den Beckenboden wahrzunehmen und diesen isoliert anzuspannen. Deshalb wird empfohlen, sich ein Beckenbodentraining zunächst von einer geschulten Person, etwa einem Physiotherapeuten oder einer Hebamme, vorführen zu lassen, um das Training der richtigen Muskelpartien zu erlernen. Teilweise wird zum Beckenbodentraining auch der aus der Pflege bekannte Schinkengang eingesetzt. Um den Effekt zu steigern, ist ein Training des gesamten Körpers, besonders des Beckens und der Rückenmuskulatur, angeraten.
Eine weitere Methode des Beckenbodentrainings für Frauen ist die Anwendung von kleinen in die Vagina eingeführten Gewichten, den Feminakonen (oder Vaginalkonen). Ebenso werden im Rahmen der Rückbildungsgymnastik Vaginalkugeln empfohlen. Ihre Anwendung ist aber erst sinnvoll, wenn der Beckenboden bereits eine gewisse Grundspannung aufweist, d. h. nicht vollständig erschlafft ist.

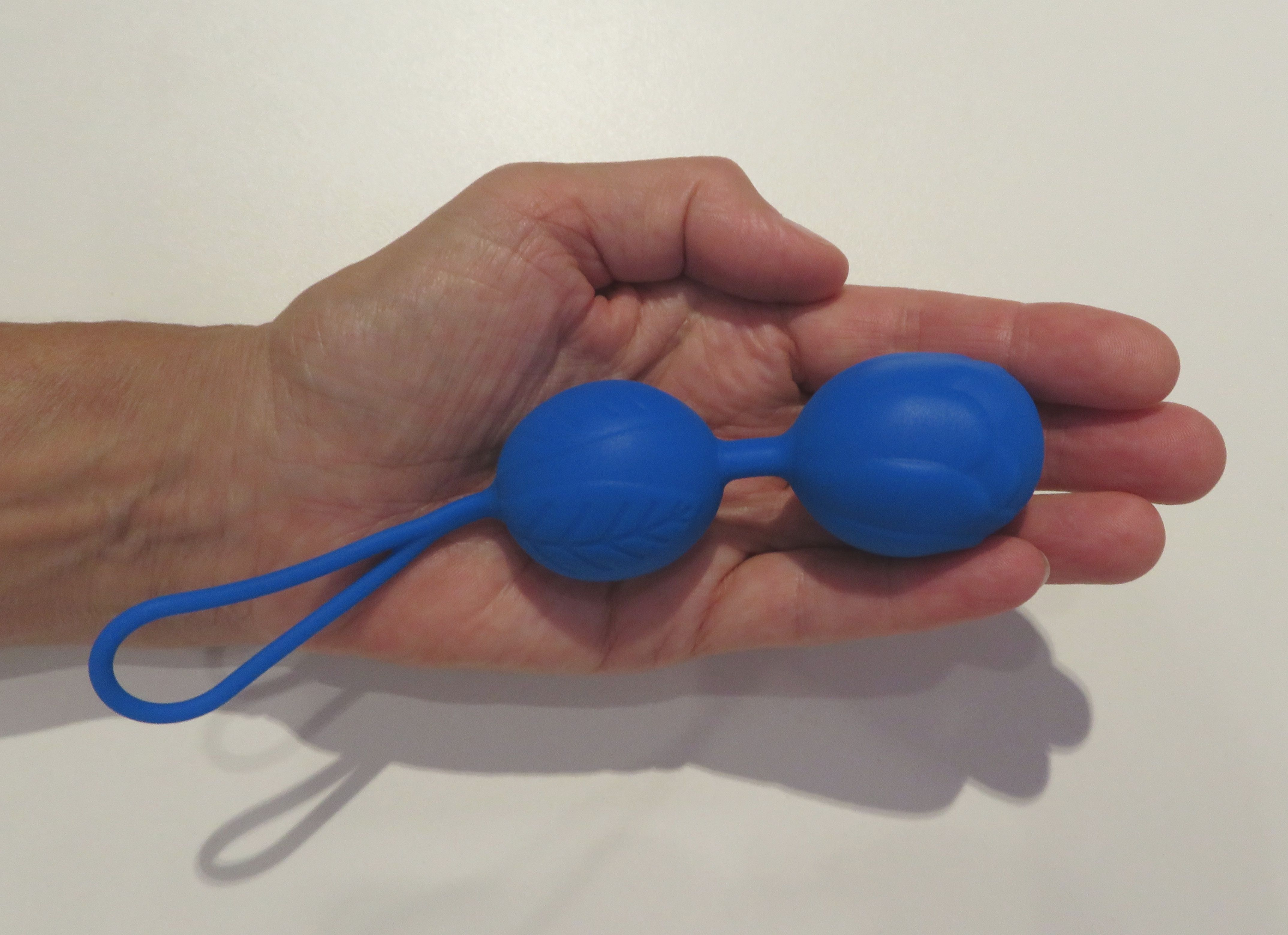
Vaginalkugeln für das Beckenbodentraining
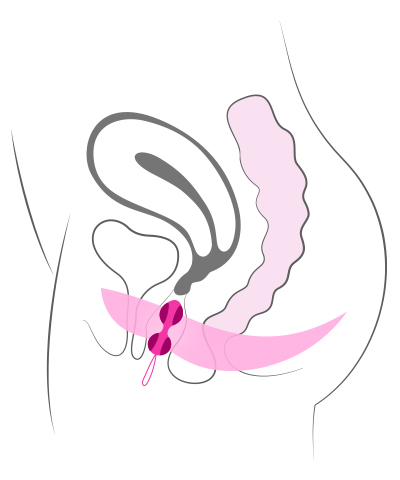
Platzierung der Kugeln in der Vagina
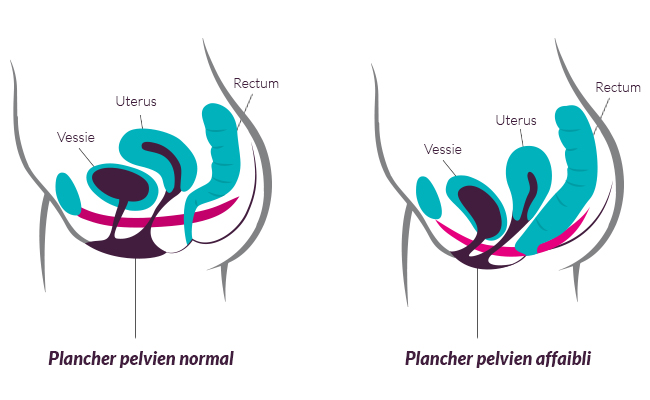
Weiblicher Beckenboden geschwächt etwa in der Folge einer Geburt.
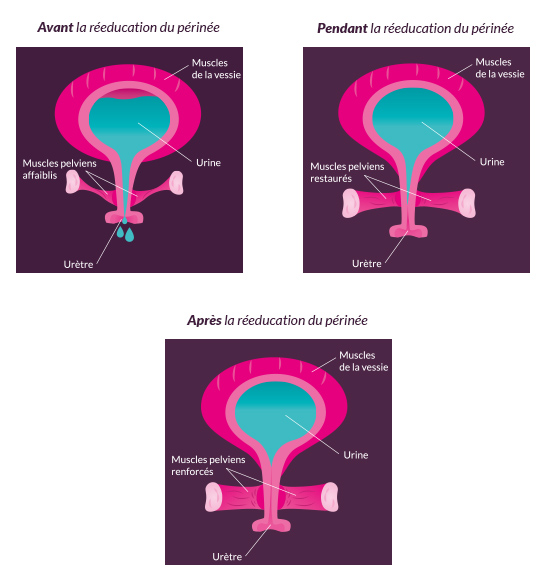
Vor, während und nach dem Training des tiefen und oberflächlichen perinealen Muskel- und Bindegewebsraumes.

## Effekte
Ein richtig und regelmäßig durchgeführtes Beckenbodentraining ermöglicht die Stärkung und Straffung der Beckenbodenmuskulatur und dient somit etwa der Vorbeugung und Behandlung einer Harninkontinenz infolge Beckenbodenschwäche und Überlastung der Schließmuskeln.
Mit Beckenbodentraining, vor allem in Kombination mit einer medikamentösen Therapie, konnte in einer Studie eine deutliche Verbesserung der weiblichen Belastungsinkontinenz nachgewiesen werden.
Beckenbodentraining hat eine positive Wirkung auf die Orgasmusfähigkeit der Frau.
Manche Frauen und Männer können dadurch auch mehrfache Orgasmen erleben.
Daneben hat Kegel bereits 1952 die Behandlung von vorzeitiger Ejakulation beim Mann mit Hilfe des Beckenbodentrainings systematisch untersucht und die Erfolge dokumentiert.